# Рік Вайв
Рік Вайв (англ. Rick Vaive, нар. 14 травня 1959, Оттава) — колишній канадський хокеїст, що грав на позиції правого нападника. Грав за збірну команду Канади.
Провів понад 900 матчів у Національній хокейній лізі. 

## Ігрова кар'єра
Хокейну кар'єру розпочав 1976 року в ГЮХЛК.
1979 року був обраний на драфті НХЛ під 5-м загальним номером командою «Ванкувер Канакс». 
Протягом професійної клубної ігрової кар'єри, що тривала 14 років, захищав кольори команд «Баффало Сейбрс», «Чикаго Блекгокс», «Торонто Мейпл-Ліфс», «Ванкувер Канакс» та «Бірмінгем Буллз».
Загалом провів 930 матчів у НХЛ, включаючи 54 гри плей-оф Кубка Стенлі.
Виступав за збірну Канади.

## Тренерська робота
Очолював клуб Східного узбережжя «Південна Кароліна Стінгрейс» п'ять сезонів (одна перемога в сезоні 1996/97), два сезони очолював «Сент-Джон Флеймс» (АХЛ), ще по одному сезону тренував «Міссісога Айсдогс» (ОХЛ) та «Дандас Ріл Маккойс» (ОХА).

## Нагороди та досягнення
- Бронзовий призер молодіжного чемпіонату світу 1978.
- Бронзовий призер чемпіонату світу 1982.
- Учасник матчу усіх зірок НХЛ — 1982, 1983, 1984.

## Статистика
| Сезон          | Клуб                 | Ліга           | Регулярний сезон | Регулярний сезон | Регулярний сезон | Регулярний сезон | Регулярний сезон | Плей-оф | Плей-оф | Плей-оф | Плей-оф | Плей-оф |
| Сезон          | Клуб                 | Ліга           | І                | Г                | П                | О                | ШХ               | І       | Г       | П       | О       | ШХ      |
| -------------- | -------------------- | -------------- | ---------------- | ---------------- | ---------------- | ---------------- | ---------------- | ------- | ------- | ------- | ------- | ------- |
| 1976–77        | «Шербрук Касторс»    | ГЮХЛК          | 68               | 51               | 59               | 110              | 91               | —       | —       | —       | —       | —       |
| 1977–78        | «Шербрук Касторс»    | ГЮХЛК          | 68               | 76               | 79               | 155              | 199              | —       | —       | —       | —       | —       |
| 1978–79        | «Бірмінгем Буллз»    | ВХА            | 75               | 26               | 33               | 59               | 248              | —       | —       | —       | —       | —       |
| 1979–80        | «Ванкувер Канакс»    | НХЛ            | 47               | 13               | 8                | 21               | 111              | —       | —       | —       | —       | —       |
| 1979–80        | «Торонто Мейпл-Ліфс» | НХЛ            | 22               | 9                | 7                | 16               | 77               | 3       | 1       | 0       | 1       | 11      |
| 1980–81        | «Торонто Мейпл-Ліфс» | НХЛ            | 75               | 33               | 29               | 62               | 229              | 3       | 1       | 0       | 1       | 4       |
| 1981–82        | «Торонто Мейпл-Ліфс» | НХЛ            | 77               | 54               | 35               | 89               | 157              | —       | —       | —       | —       | —       |
| 1982–83        | «Торонто Мейпл-Ліфс» | НХЛ            | 78               | 51               | 28               | 79               | 105              | 4       | 2       | 5       | 7       | 6       |
| 1983–84        | «Торонто Мейпл-Ліфс» | НХЛ            | 76               | 52               | 41               | 93               | 114              | —       | —       | —       | —       | —       |
| 1984–85        | «Торонто Мейпл-Ліфс» | НХЛ            | 72               | 35               | 33               | 68               | 112              | —       | —       | —       | —       | —       |
| 1985–86        | «Торонто Мейпл-Ліфс» | НХЛ            | 61               | 33               | 31               | 64               | 85               | 9       | 6       | 2       | 8       | 9       |
| 1986–87        | «Торонто Мейпл-Ліфс» | НХЛ            | 73               | 32               | 34               | 66               | 61               | 13      | 4       | 2       | 6       | 23      |
| 1987–88        | «Чикаго Блекгокс»    | НХЛ            | 76               | 43               | 26               | 69               | 108              | 5       | 6       | 2       | 8       | 38      |
| 1988–89        | «Чикаго Блекгокс»    | НХЛ            | 30               | 12               | 13               | 25               | 60               | —       | —       | —       | —       | —       |
| 1988–89        | «Баффало Сейбрс»     | НХЛ            | 28               | 19               | 13               | 32               | 64               | 5       | 2       | 1       | 3       | 8       |
| 1989–90        | «Баффало Сейбрс»     | НХЛ            | 70               | 29               | 19               | 48               | 74               | 6       | 4       | 2       | 6       | 6       |
| 1990–91        | «Баффало Сейбрс»     | НХЛ            | 71               | 25               | 27               | 52               | 74               | 6       | 1       | 2       | 3       | 6       |
| 1991–92        | «Рочестер Американс» | АХЛ            | 12               | 4                | 9                | 13               | 4                | 16      | 4       | 4       | 8       | 10      |
| 1991–92        | «Баффало Сейбрс»     | НХЛ            | 20               | 1                | 3                | 4                | 14               | —       | —       | —       | —       | —       |
| 1992–93        | «Гамільтон Канакс»   | АХЛ            | 38               | 16               | 15               | 31               | 34               | —       | —       | —       | —       | —       |
| 2002–03        | «Дандас Ріл Маккойс» | ОХА            | 9                | 6                | 5                | 11               | 34               | —       | —       | —       | —       | —       |
| Усього в НХЛ   | Усього в НХЛ         | Усього в НХЛ   | 876              | 441              | 347              | 788              | 1445             | 54      | 27      | 16      | 43      | 111     |
| Усього в ГЮХЛК | Усього в ГЮХЛК       | Усього в ГЮХЛК | 136              | 127              | 138              | 265              | 290              | —       | —       | —       | —       | —       |
| Усього в АХЛ   | Усього в АХЛ         | Усього в АХЛ   | 50               | 20               | 24               | 44               | 38               | 16      | 4       | 4       | 8       | 10      |